# A Gin no szadzsi epizódjainak listája
Ez a lista Arakava Hiromu Gin no szadzsi című mangája alapján készült animesorozat epizódjait mutatja be.

## Epizódlista

### Első évad
| # | Epizód címe                                                                                     | Első japán sugárzás  |
| --- | ----------------------------------------------------------------------------------------------- | -------------------- |
| 1 | Ezonó e, jókoszo (エゾノーへ、ようこそ, ’Isten hozott az Ezonóban!’)                            | 2013. július 11.     |
| Hacsiken Júgó otthonról elmenekülve hátrahagyja szapporói városi életét és beiratkozik az Óezo Mezőgazdasági Szakközépiskolába. Nem telik sok időbe, hogy rájöjjön, hogy az új környezetbe való beilleszkedés nem lesz egyszerű. |                                                                                                 |                      |
| 2 | Hacsiken, uma ni noru (八軒、馬に乗る, ’Hacsiken lovagol’)                                      | 2013. július 18.     |
| Hacsiken épp kezdi megszokni új környezetét, amikor az iskolai szabályzata szerint csatlakoznia kell az egyik délutáni klubhoz. Osztálytársa, Mikage Aki bátorítása miatt végül a lovasklubot választja, ahol azonban csak olyan alantas munkákat osztanak rá, mint az istállók kitakarítása. Amikor már kezdené megbánni döntését megengedik neki, hogy életében először lovagoljon. |                                                                                                 |                      |
| 3 | Hacsiken, Butadon to deau (八軒、豚丼と出会う, ’Hacsiken találkozása a Butadonnal’)             | 2013. július 25.     |
| A Golden Week során a legtöbb diák elutazik a kollégiumból. Hacsiken, Mikage és osztálytársuk, Komaba Icsiró elmennek egy banei lóversenyre. A versenyt ugyan nem a Mikagéék farmján tenyésztett ló nyeri, azonban a lány így is némi megkönnyebbüléshez jut, mivel megtudja, hogy a jó helyezésének hála a ló megúszhatja a lemészárlását. Az iskolába visszatérvén Hacsiken megsajnálja a testvérei között leggyengébb malacot, elnevezi Butadonnak, gondját viseli, pedig tudja, hogy három hónap múlva úgyis a vágóhídra küldik. |                                                                                                 |                      |
| 4 | Hacsiken, piza vo jaku (八軒、ピザを焼く, ’Hacsiken pizzát süt’)                                | 2013. augusztus 1.   |
| Takarítás során Hacsiken egy elhagyatott kemencét talál. Osztálytársai, aki közül a legtöbb még soha nem evett pizzát rábeszélik, hogy süssön nekik. Ahogy Hacsiken és barátai a kampuszon összegyűjtik a szükséges hozzávalókat Hacsikent meglátogatja egykori szapporói tanára. |                                                                                                 |                      |
| 5 | Hacsiken, dasszó szuru (八軒、脱走する, ’Hacsiken kiszökik’)                                    | 2013. augusztus 8.   |
| A fiúk megneszelik, hogy éjszaka egy különleges esemény fog történni az iskola területén, így kitalálnak egy tervet, hogy hogyan osonhatnak ki a takarodó után. Ugyan Hacsikennek fogalma sincs, hogy mi is ez az esemény vagy, hogy az osztálytársai miért ilyen izgatottak miatta, azonban a többiek belerángatják a rosszba. |                                                                                                 |                      |
| 6 | Hacsiken, Mikage ie ni iku (八軒、御影家に行く, ’Hacsiken Mikagééknál marad’)                   | 2013. augusztus 15.  |
| Hacsiken megtudja, hogy a kollégium be lesz zárva a nyári szünet alatt, viszont nem akar hazamenni a szüleihez, így elfogadja Mikage ajánlatát, hogy dolgozzon a családja farmján. Amint ráeszmél, hogy a szüleit nem értesítette erről olyan helyet keres, ahol van telefon lefedettség, azonban eltűnik és Komaba menti meg. |                                                                                                 |                      |
| 7 | Hacsiken, Gigafarm e (八軒、ギガファームへ, ’Hacsiken a Gigafarmon’)                            | 2013. augusztus 22.  |
| Hacsiken és Mikage szünetet tart a munkában és meglátogatják a Gigafarmot, osztálytársuk, Inada Tamako családjának hatalmas ipari farmját. Hacsiken rádöbben az ott élő állatok meglehetősen kemény sorsára és megtudja, hogy Mikage aggódik a családja elvárásaival szemben. |                                                                                                 |                      |
| 8 | Hacsiken, dai sittai vo endzsiru (八軒、大失態を演じる, ’Hacsiken hatalmas baklövést követ el’) | 2013. augusztus 29.  |
| Hacsiken bátyja, Singo látogatást tesz Mikagéék farmján, hogy ránézzen öccsére, annak legnagyobb bosszúságára. Amint Hacsiken részmunkaidős állása a végéhez közeledne a fiú gondatlansága hatalmas pénzkieséshez juttatja a farmot. Ugyan Hacsiken kész felelősséget vállalni tettéért, visszautasítja a munkájáért járó fizetséget, azonban a Mikage család végül rábeszéli, hogy mégis fogadja el a pénzt, mivel úgy gondolják, hogy a három heti munkája alatti segítségért azt még a történtek ellenére is megérdemli.          |                                                                                                 |                      |
| 9 | Hacsiken, Butadon ni majó (八軒、豚丼に迷う, ’Hacsiken hezitál a Butadonon’)                    | 2013. szeptember 5.  |
| A nyári szünetből visszatérvén Hacsiken megtudja, hogy Butadon nem fejlődött annyit, mint társai, így külön intézkedéseket tesz, hogy a malac gyorsabban hízzon, még ha tudja is, hogy ezzel csak még inkább meg fogja nehezíteni elbúcsúzásuk pillanatát. |                                                                                                 |                      |
| 10 | Hacsiken, Butadon to vakareru (八軒、豚丼と別れる, ’Hacsiken búcsút int a Butadonnak’)          | 2013. szeptember 12. |
| Elérkezett az idő Butadon vágóhídra küldésére. Hacsiken úgy dönt, hogy a nyári munkájáért kapott pénzből megvásárolja a malac húsát. Miután kézhez kapja a húst Hacsiken barátai számtalan ötlettel állnak elő, hogy mitévők legyenek vele. |                                                                                                 |                      |
| 11 | Hasiridasze, Hacsiken (走り出せ、八軒, ’Hacsiken futásnak ered’)                                | 2013. szeptember 19. |
| Butadon húsából készült szalonna népszerű lesz a diákok körében, így hamar kifogynak belőle. Ahogy Komaba a helyi baseball-bajnokságban, a nemzeti-bajnokságba való kijutásért küzd a barátai elmennek a stadionba megnézni a meccsét. Hacsiken ráeszmél, hogy az Óezóba való beiratkozása óta már hat hónap telt el és ellentétben barátaival ő még mindig nem döntött, hogy milyen irányba viszi tovább életét. |                                                                                                 |                      |

### Második évad
| # | Epizód címe                                                                                      | Első japán sugárzás |
| --- | ------------------------------------------------------------------------------------------------ | ------------------- |
| 1 | Hacsiken, fukubucsó ni naru (八軒、副部長になる, ’Hacsiken klubvezető-helyettes lesz’)           | 2014. január 9.     |
| Hacsikent a lovasklub felsőbbévesei akarata ellenére klubvezető-helyettesnek választják meg. Később tanúja lesz annak, ahogy egy Komabával való komoly beszélgetése után Mikage sírni kezd. Aggódni kezd értük még annak ellenére is, hogy megmondták neki, hogy felejtse el a történteket. |                                                                                                  |                     |
| 2 | Hacsiken, Fukubucsó vo hiro (八軒、副ぶちょーを拾う, ’Hacsiken megleli a Klubvezető-helyettest’) | 2013. január 16.    |
| Hacsiken egy kiskutyát talál a takarítás során, majd úgy dönt, hogy örökbe fogadja azt. Az új kutyájára való felügyelet azonban nem könnyű feladat, mivel nem csak az oltásokra és a regisztrációjára kell a pénz, de még a kutyát be is kell idomítania. |                                                                                                  |                     |
| 3 | Hacsiken, takaku tobu (八軒、高く跳ぶ, ’Hacsiken magasra ugrik’)                                 | 2014. január 23.    |
| A lovasklub új tagjai első lóugratásukra készülnek. Hacsiken az egyetlen, akinek nem sikerül rábírnia lovát, hogy ugorjon át az akadály felett, amely hatására kellemetlen emlékek időződnek fel benne. Mivel Mikage úgy gondolja, hogy bukásának okát szavakkal nem igazán lehetne elmagyarázni ezért elviszi Hacsikent egy díjugratásra. |                                                                                                  |                     |
| 4 | Minamikudzsó, aravaru (南九条、あらわる, ’Minamikudzsó színre lép’)                              | 2014. január 30.    |
| Hacsiken részt vesz első hivatalos díjugratásán. Az esemény alatt összefutnak Minamikudzsó Ajamével, Mikage gyermekkori barátjával és önjelölt riválisával. Hacsiken lovaglás közben meglepődik azon, hogy a nézők között ott találja a bátyját is, akinek látványától lankad a figyelme és leesik lováról. |                                                                                                  |                     |
| 5 | Hacsiken, óvarava (八軒、大わらわ, ’Hacsiken elfoglalt’)                                         | 2014. február 6.    |
| Az Ezonó-fesztivál közeledtével a lovasklub elkezd felépíteni egy banei lóversenypályát, annak ellenére, hogy Hacsiken már így is túl sok munkát vállal magára. A pálya elkészülte után Hacsiken kezdeményező lépésre szánja el magát és elhívja Mikagét egy randira, azonban a lány nem igazán fogja fel a szituációt, barátnői világosítják fel Hacskien iránta érzett érzelmeiről. A fesztiválra virradó reggel Hacsiken a versenypályán összeesik. |                                                                                                  |                     |
| 6 | Mikage, funtó szu (御影、奮闘す, ’Mikage mindent belead’)                                        | 2014. február 13.   |
| Hacsiken a kórházban tér magához, ahol szembesülnie kell apjával, aki időt nem vesztegetve az iskolát okolja Hacsiken kimerültsége miatt. Eközben Mikage és a lovasklub többi tagja keményen dolgozik a fesztivál sikerért, majd visszatérésekor megdicsérik Hacsikent a kemény munkájáért. |                                                                                                  |                     |
| 7 | Komaba, Mound ni tacu (駒場、マウンドに立つ, ’Komaba kiáll a dobódombra’)                        | 2014. február 27.   |
| Elkezdődött a regionális baseball-bajnokság és a diákok az ezonói csapatnak drukkolnak abban a reményben, hogy feljutnak az országos bajnokságba. |                                                                                                  |                     |
| 8 | Hacsiken, hoeru (八軒、咆える, ’Hacsiken ordít’)                                                 | 2014. március 6.    |
| Hacsiken megtudja, hogy Komaba nem csak a bajnokságot, de az adósságuk rendezésének utolsó lehetőségét is elvesztette, így ott kell hagynia az iskolát és munka után kell néznie. Hacsiken annak ellenére, hogy tudja, hogy semmit sem tehet, mégsem tudja elfogadni, hogy Komabának fel kellett adnia álmait még azelőtt, hogy harcolhatott volna értük.                                                                                              |                                                                                                  |                     |
| 9 | Szaigo no gjúnjú (最後の牛乳, ’Utolsó tej’)                                                      | 2014. március 13.   |
| Hacsiken ugyan tudja, hogy semmit sem tehet Komaba érdekében, viszont elmondja Mikagének, hogy nyugodtan támaszkodjanak csak rá, majd meglátogatják Komabáék farmját, hogy tiszteletüket fejezzék ki, mivel a farm összes tehenét lefoglalták az adósság rendezése végett. Mikagéék farmja is nehézségekkel küzd, el kell adniuk az összes lovukat, majd Mikage egy fontos döntésre szánja el magát Hacsiken támogatásának hála.                       |                                                                                                  |                     |
| 10 | Jume (夢, ’Álom’)                                                                                | 2014. március 20.   |
| Mikage elszánja magát, hogy követi az álmát és a lovakkal fog dolgozni. A lánynak megengedik, hogy a nagybátyjánál dolgozzon, de csak azzal az egy feltétellel, hogy elvégzi az egyetemet, amiben Hacsiken segítségére lesz. |                                                                                                  |                     |
| 11 | Nando demo (何度でも, ’Sokszor’)                                                                 | 2014. március 27.   |
| Hacsiken hazautazik Szapporóba, hogy elvigye Mikagének a bátyja tanulmányi útmutatóit, ám ez alatt összeütközésbe kerül az apjával. Miután Hacsiken édesanyja elmegy az Ezonóba, hogy jobban megismerje a fia által választott iskolát azzal tudattal indul haza, hogy fia itt jobb emberré válhat. Végül a tél közeledtével Hacsiken és barátai elkezdik tervezni a jövőjüket.                                                                        |                                                                                                  |                     |

## Stábtagok
Állandó
- Rendező — Itó Tomohiko (első évad), Deai Kotomi (második évad)
- Rendezőhelyettes — Deai Kotomi (első évad)
- Forgatókönyvíró — Kisimoto Taku
- Szereplőtervező és vezető animációs rendező — Nakai Dzsun
- Főanimátor — Csiba Takahiro
- Állattervező — Muroi Jaszuo
- Kelléktervező — Szudó Tomoko
- Művészeti vezető — Takagi Szavako
- Art setting — Szugijama Sindzsi
- Színtervező — Mogi Takahiro és Doi Makiko (második évad)
- Vezető operatőr — Aosima Tosiaki
- CGI-rendező — Undo Rjúta (első évad), Kadoma Kazuja (második évad)
- Vágó — Nisijama Sigeru
- Hangmérnök — Itó Tomohiko
- Hangeffektek — Konno Jaszujuki
- Zeneszerző — Murai Súszei
- Zene elkészítése — Aniplex, Fuiji Pacific Music
- Zenei producer — Csiba Ecuko, Okada Kozue (AMO), Szano Hiroaki (második évad)
- Vezető producer — Simizu Hirojuki, Jamamoto Kódzsi
- Producer — Szaitó Sunsuke, Mori Akitosi
- Animációs producer — Ivata Mikihiro
- Animáció elkészítése — A-1 Pictures
- Gyártás — Ezonó termelési bizottság (Aniplex, Fuji TV, Kyoraku Industrial Holdings, Dentsu)

Epizódonként változó
| #            | Cím                              | Forgatókönyv       | Rendező            | Animációs rendező                                                                             | Kelléktervező | Vezető anim. rendező       |
| Első évad    | Első évad                        | Első évad          | Első évad          | Első évad                                                                                     | Első évad     | Első évad                  |
| ------------ | -------------------------------- | ------------------ | ------------------ | --------------------------------------------------------------------------------------------- | ------------- | -------------------------- |
| 1            | Ezonó e, jókoszo                 | Itó Tomohiko       | Itó Tomohiko       | Nakai Dzsun, Macumoto Maszako Csiba Takahiro                                                  | Szudó Tomoko  | Nakai Dzsun                |
| 2            | Hacsiken, uma ni noru            | Hop Hjonggang      | Hop Hjonggang      | Ószugi Naohiro, Macumoto Kengo Csiba Takahiro (állatok)                                       | Szudó Tomoko  | Csiba Takahiro             |
| 3            | Hacsiken, Butadon to deau        | Okamura Tenszai    | Nogami Kazuo       | Jamamoto Keiko Csiba Takahiro (állatok)                                                       | Szudó Tomoko  | —                          |
| 4            | Hacsiken, piza vo jaku           | Muroi Jaszuo       | Muroi Jaszuo       | Muroi Jaszuo                                                                                  | Szudó Tomoko  | Csiba Takahiro             |
| 5            | Hacsiken, dasszó szuru           | Fudzsimori Kazuma  | Andó Ken           | Sinbo Takuró                                                                                  | Szudó Tomoko  | Nakai Dzsun                |
| 6            | Hacsiken, Mikage ie ni iku       | Deai Kotomi        | Deai Kotomi        | Hasigucsi Hajato, Szudó Tomoko                                                                | —             | Csiba Takahiro             |
| 7            | Hacsiken, Giga farm e            | Hop Hjonggang      | Hop Hjonggang      | Macumoto Maszako, Inogucsi Mio                                                                | Szudó Tomoko  | Nakai Dzsun                |
| 8            | Hacsiken, dai sittai vo endzsiru | Murajama Kijosi    | Murajama Kijosi    | Szuzuki Sinicsi, Kobajasi Jukari                                                              | Szudó Tomoko  | Csiba Takahiro             |
| 9            | Hacsiken, Butadon ni majó        | Sibajama Tomotaka  | Sibajama Tomotaka  | Kuroki Mijuki, Furuzumi Csiaki                                                                | Szudó Tomoko  | Nakai Dzsun                |
| 10           | Hacsiken, Butadon to vakareru    | Itó Tomohiko       | Itó Tomohiko       | Jukava Acujuki, Jamamoto Acusi Szudó Tomoko                                                   | Szudó Tomoko  | Csiba Takahiro             |
| 11           | Hasiridasze, Hacsiken            | Deai Kotomi        | Deai Kotomi        | Inogucsi Mio, Macumoto Maszako Szudó Tomoko, Furuzumi Csiaki                                  | Szudó Tomoko  | Nakai Dzsun Csiba Takahiro |
| Második évad |                                  |                    |                    |                                                                                               |               |                            |
| 1            | Hacsiken, fukubucsó ni naru      | Deai Kotomi        | Szoga Dzsun        | Inogucsi Mio, Nakai Dzsun                                                                     | Szudó Tomoko  | Nakai Dzsun                |
| 2            | Hacsiken, Fukubucsó vo hiro      | Gesi Jaszuhiro     | Gesi Jaszuhiro     | Kobajasi Jukari, Szató Tomoko Maszui Ippei, Furuszaka Micuhi Maszunaga Keiszuke, Tokugava Eri | Szudó Tomoko  | Nakai Dzsun                |
| 3            | Hacsiken, takaku tobu            | Sibajama Tomotaka  | Sibajama Tomotaka  | Furuzumi Csiaki, Gotan Takajuki                                                               | —             | Nakai Dzsun                |
| 4            | Minamikudzsó, aravaru            | Kanbe Hirojuki     | Kanbe Hirojuki     | Terada Júicsi, Tokuno Júga Furuzumi Csiaki                                                    | Szudó Tomoko  | Nakai Dzsun                |
| 5            | Hacsiken, óvarava                | Fudzsimori Maszaja | Negisi Hiroki      | Fudzsimori Maszaja                                                                            | —             | Nakai Dzsun                |
| 6            | Mikage, funtó szu                | Itó Tomohiko       | Nisikata Jaszuhito | Inogucsi Mio, Szudó Tomoko                                                                    | —             | Nakai Dzsun                |
| 7            | Komaba, Mound ni tacu            | Óhasi Josimicu     | Andó Ken           | Macuoka Kendzsi, Okamoto Tacuró Ueno Takusi, Terada Júicsi Tokuno Júga                        | —             | —                          |
| 8            | Hacsiken, hoeru                  | Ezaki Sinpei       | Aojagi Hirojosi    | Szotake Júko, Usio Jui, Gotan Takajuki                                                        | —             | Nakai Dzsun                |
| 9            | Szaigo no gjúnjú                 | Oka Josihiro       | Macsija Sunszuke   | Tanaka Orie, Toja Kento, Furuzumi Csiaki                                                      | —             | Nakai Dzsun                |
| 10           | Jume                             | Sibajama Tomotaka  | Sibajama Tomotaka  | Terada Júicsi, Tokuno Júga, Itó Kiminori                                                      | —             | Nakai Dzsun                |
| 11           | Nando demo                       | Deai Kotomi        | Deai Kotomi        | Inogucsi Mio, Szudó Tomoko, Usio Jui, Furuzumi Csiaki, Tanaka Orie                            | —             | Nakai Dzsun                |

## A sorozatot vetítő televízióadók listája
A sorozatot az olasz Popcorn TV, a francia Wakanim, a német Peppermint Anime, a kínai LETV, illetve az amerikai Crunchyroll, Hulu, Aniplex Channel és Daisuki weboldalak is simulcastolták.
| Terület        | Adó                            | Sugárzás ideje                   | Idősáv                | Hálózat                       | Megjegyzés                                   |
| Első évad      | Első évad                      | Első évad                        | Első évad             | Első évad                     | Első évad                                    |
| -------------- | ------------------------------ | -------------------------------- | --------------------- | ----------------------------- | -------------------------------------------- |
| Kantó          | Fuji TV                        | 2013. július 11–szeptember 19.   | Csütörtök 24:45–25:15 | Fuji Network                  | A gyártásbizottság tagja Feliratozva         |
| Sizuoka        | TV Shizuoka                    | 2013. július 11–szeptember 19.   | Csütörtök 25:40–26:10 | Fuji Network                  | Feliratozva                                  |
| Csúkjó         | Tokai TV                       | 2013. július 11–szeptember 19.   | Csütörtök 26:10–26:40 | Fuji Network                  | Feliratozva                                  |
| Szaga          | Saga TV                        | 2013. július 12–szeptember 20.   | Péntek 25:05–25:35    | Fuji Network                  | Feliratozva                                  |
| Fukuoka        | Nishinippon TV                 | 2013. július 12–szeptember 20.   | Péntek 26:05–26:35    | Fuji Network                  | Feliratozva                                  |
| Jamagata       | Sakuranbo TV                   | 2013. július 13–szeptember 21.   | Szombat 25:05–25:35   | Fuji Network                  |                                              |
| Akita          | Akita TV                       | 2013. július 13–szeptember 21.   | Szombat 25:35–26:05   | Fuji Network                  | Feliratozva                                  |
| Kagosima       | Kagoshima TV                   | 2013. július 13–szeptember 21.   | Szombat 25:35–26:05   | Fuji Network                  | Feliratozva                                  |
| Kumamoto       | TV Kumamoto                    | 2013. július 13–szeptember 21.   | Szombat 26:05–26:35   | Fuji Network                  | Feliratozva                                  |
| Hokkaidó       | Hokkaido Cultural Broadcasting | 2013. július 14–szeptember 22.   | Vasárnap 25:00–25:30  | Fuji Network                  | Feliratozva                                  |
| Dél-Korea      | Aniplus                        | 2013. július 15–szeptember 23.   | Hétfő 23:30–24:00     | műholdas IPTV kábel internet  | Korhatár: 15+ Dél-koreai nyelven feliratozva |
| Fukusima       | Fukushima TV                   | 2013. július 15–szeptember 23.   | Hétfő 25:10–25:40     | Fuji Network                  | Feliratozva                                  |
| Hirosima       | TV Shin-Hiroshima              | 2013. július 15–szeptember 23.   | Hétfő 25:30–26:00     | Fuji Network                  | Feliratozva                                  |
| Ehime          | TV Ehime                       | 2013. július 16–szeptember 24.   | Kedd 24:40–25:10      | Fuji Network                  |                                              |
| Niigata        | Niigata Sogo TV                | 2013. július 16–szeptember 24.   | Kedd 25:35–26:05      | Fuji Network                  | Feliratozva                                  |
| Mijagi         | Sendai Hoso                    | 2013. július 16–szeptember 24.   | Kedd 25:45–26:15      | Fuji Network                  |                                              |
| Kinki régió    | Kansai TV                      | 2013. július 16–szeptember 24.   | Kedd 25:58–26:28      | Fuji Network                  | Feliratozva                                  |
| Ivate          | Iwate Menkoi TV                | 2013. július 17–szeptember 25.   | Szerda 25:50–26:20    | Fuji Network                  |                                              |
| Okajama/Kagava | Okayama Hoso                   | 2013. augusztus 6–október 15.    | Kedd 25:45–26:15      | Fuji Network                  | Feliratozva                                  |
| Tajvan         | My 101                         | 2013. október 9–2014. január 11. | Szombat 21:00–21:30   | IPTV                          | Kínai nyelven feliratozva                    |
| Tottori/Simane | San-in Chuo TV                 | 2014. január 13–március 24.      | Hétfő 25:10–25:40     | Fuji Network                  |                                              |
| Japán          | Fuji TV Two                    | 2014. április 25–június 6.       | Péntek 26:00–27:00    | Műholdas                      |                                              |
| Második évad   |                                |                                  |                       |                               |                                              |
| Kantó          | Fuji TV                        | 2014. január 9–március 27.       | Csütörtök 24:50-25:20 | Fuji Network                  | A gyártásbizottság tagja                     |
| Sizuoka        | TV Shizuoka                    | 2014. január 9–március 27.       | Csütörtök 25:40–26:10 | Fuji Network                  |                                              |
| Csúkjó         | Tokai TV                       | 2014. január 9–március 27.       | Csütörtök 26:10–26:40 | Fuji Network                  |                                              |
| Szaga          | Saga TV                        | 2014. január 10–március 28.      | Péntek 25:05–25:35    | Fuji Network                  |                                              |
| Fukuoka        | TV Nishinippon                 | 2014. január 10–március 28.      | Péntek 26:05–26:35    | Fuji Network                  |                                              |
| Jamagata       | Sakuranbo TV                   | 2014. január 11–március 29.      | Szombat 25:05–25:35   | Fuji Network                  |                                              |
| Akita          | Akita TV                       | 2014. január 11–március 29.      | Szombat 25:35–26:05   | Fuji Network                  |                                              |
| Kagosima       | Kagoshima TV                   | 2014. január 11–március 29.      | Szombat 25:35–26:05   | Fuji Network                  |                                              |
| Kumamoto       | TV Kumamoto                    | 2014. január 11–március 29.      | Szombat 26:05–26:35   | Fuji Network                  |                                              |
| Dél-Korea      | Aniplus                        | 2014. január 13–március 31.      | Hétfő 23:00–23:30     | Műholdas, IPTV kábel internet | Dél-koreai nyelven feliratozva               |
| Fukusima       | Fukushima TV                   | 2014. január 13–március 31.      | Hétfő 25:10–25:40     | Fuji Network                  |                                              |
| Hirosima       | TV Shin-Hiroshima              | 2014. január 13–március 31.      | Hétfő 25:30–26:00     | Fuji Network                  |                                              |
| Ehime          | TV Ehime                       | 2014. január 14–április 1.       | Kedd 25:10–25:40      | Fuji Network                  |                                              |
| Mijagi         | Sendai Hoso                    | 2014. január 14–április 1.       | Kedd 25:45–26:15      | Fuji Network                  |                                              |
| Niigata        | Niigata Sogo TV                | 2014. január 14–április 1.       | Kedd 25:45–26:15      | Fuji Network                  |                                              |
| Kinki régió    | Kansai TV                      | 2014. január 14–április 1.       | Kedd 25:59–26:29      | Fuji Network                  |                                              |
| Ivate          | Iwate Menkoi TV                | 2014. január 15–április 2.       | Szerda 25:50–26:20    | Fuji Network                  |                                              |
| Tajvan         | My 101                         | 2014. január 18–április 5.       | Szombat 10:30–11:00   | IPTV                          | Kínai nyelven feliratozva                    |
| Hokkaidó       | Hokkaido Cultural Broadcasting | 2014. január 19–április 6.       | Vasárnap 25:00–25:30  | Fuji Network                  |                                              |
| Okajama/Kagava | Okayama Hoso                   | 2014. január 21–április 8.       | Kedd 25:45–26:15      | Fuji Network                  | Feliratozva                                  |
| Tottori/Simane | San-in Chuo TV                 | 2014. március 31–június 9.       | Hétfő 25:10–25:40     | Fuji Network                  |                                              |
| Japán          | Fuji TV Two                    | 2015. március 5–március 27.      | Csütörtök 27:00–29:50 | Műholdas                      |                                              |

## Blu-ray- és DVD-kiadások
Az első Blu-ray- és DVD-kötet az első évadból 2013. szeptember 19-én jelent meg Japánban az Aniplex gondozásában, majd 2014 februárját leszámítva minden következő hónapban egy újabb kötet, összesen hat. Az első kötetet leszámítva az összes két-két részt tartalmaz. A teljes második évadot tartalmazó box set 2014. július 23-án jelent meg korlátozott példányszámban.
A sorozatot az Aniplex of America jelentette meg az első (Észak-Amerika), a Top-Insight International a harmadik (Tajvan), míg a Madman Entertainment a negyedik régióban (Ausztrália).
| #                                              | Megjelenés           | Epizód           | Katalógusszám    | Katalógusszám    | Katalógusszám    |                  |                  |                  |
| #                                              | Megjelenés           | Epizód           | BD (limitált)    | DVD (limitált)   | DVD (normál)     |                  |                  |                  |
| Első évad                                      | Első évad            | Első évad        | Első évad        | Első évad        | Első évad        | Első évad        | Első évad        | Első évad        |
| 2. régió (Japán)                               | 2. régió (Japán)     | 2. régió (Japán) | 2. régió (Japán) | 2. régió (Japán) | 2. régió (Japán) | 2. régió (Japán) | 2. régió (Japán) | 2. régió (Japán) |
| ---------------------------------------------- | -------------------- | ---------------- | ---------------- | ---------------- | ---------------- | ---------------- | ---------------- | ---------------- |
| 1                                              | 2013. szeptember 18. | 1. epizód        | ANZX–6301/02     | ANZB–6301/02     | ANSB–6301        |                  |                  |                  |
| 2                                              | 2013. október 23.    | 2–3. epizód      | ANZX–6303/04     | ANZB–6303/04     | ANSB–6303        |                  |                  |                  |
| 3                                              | 2013. november 27.   | 4–5. epizód      | ANZX–6305/06     | ANZB–6305/06     | ANSB–6305        |                  |                  |                  |
| 4                                              | 2013. december 25.   | 6–7. epizód      | ANZX–6307/08     | ANZB–6307/08     | ANSB–6307        |                  |                  |                  |
| 5                                              | 2014. január 22.     | 8–9. epizód      | ANZX–6309/10     | ANZB–6309/10     | ANSB–6309        |                  |                  |                  |
| 6                                              | 2014. március 26.    | 10–11. epizód    | ANZX–6311/12     | ANZB–6311/12     | ANSB–6311        |                  |                  |                  |
| 1. és 4. régió (Észak-, Közép- és Dél-Amerika) |                      |                  |                  |                  |                  |                  |                  |                  |
| Box set                                        | 2014. július 15.     | 1–11. epizód     | —                | —                | AOA–4101         |                  |                  |                  |
| 2. régió (Európa)                              |                      |                  |                  |                  |                  |                  |                  |                  |
| Box set                                        | 2019. június 3.      | 1–11. epizód     | ANI0290 BD01/02  | —                | —                |                  |                  |                  |
| 3. régió (Tajvan)                              |                      |                  |                  |                  |                  |                  |                  |                  |
| 1                                              | 2014. január 8.      | 1. epizód        | —                | T135901D         | —                |                  |                  |                  |
| 2                                              | 2014. február 7.     | 2–3. epizód      | —                | T135902D         | —                |                  |                  |                  |
| 3                                              | 2014. március 12.    | 4–5. epizód      | —                | T135903D         | —                |                  |                  |                  |
| 4                                              | 2014. április 9.     | 6–7. epizód      | —                | T135904D         | —                |                  |                  |                  |
| 5                                              | 2014. április 25.    | 8–9. epizód      | —                | T135905D         | —                |                  |                  |                  |
| 6                                              | 2014. május 23.      | 10–11. epizód    | —                | T135906D         | —                |                  |                  |                  |
| 4. régió (Ausztrália)                          |                      |                  |                  |                  |                  |                  |                  |                  |
| Box set                                        | 2014. november 26.   | 1–11. epizód     | —                | —                | MMA5320          |                  |                  |                  |
| Második évad                                   |                      |                  |                  |                  |                  |                  |                  |                  |
| 2. régió (Japán)                               |                      |                  |                  |                  |                  |                  |                  |                  |
| Box set                                        | 2014. július 23.     | 1–11. epizód     | ANZX–6321/24     | ANZB–6321/24     | —                |                  |                  |                  |
| 1. és 4. régió (Észak-, Közép- és Dél-Amerika) |                      |                  |                  |                  |                  |                  |                  |                  |
| Box set                                        | 2014. december 16.   | 1–11. epizód     | —                | —                | AOA–4102         |                  |                  |                  |
| 2. régió (Európa)                              |                      |                  |                  |                  |                  |                  |                  |                  |
| Box set                                        | 2019. október 14.    | 1–11. epizód     | TBA              | —                | —                |                  |                  |                  |

## Zene
A Gin no szadzsi animesorozat zenéjét Murai Súszei szerezte. Az első évad nyitófőcím dalául miwa Kiss You, míg zárófőcím dalául a Sukima Switch Hello Especially című száma szolgált. A második évad nyitófőcím dala a Fujifabric Life, míg zárófőcím dala a Goose House Oto no naru hó e című száma. Az első és a negyedik Blu-ray és DVD-kiadások korlátozott példányszámú változatai mellé egy-egy zene CD-t is csomagoltak. Az előbbin az anime főbb szereplőit megszólaltató szinkronszínészek énekelik el az Óezo Mezőgazdasági Szakközépiskola indulóját, míg utóbbi a sorozatban felcsendülő dalok egy részét tartalmazza. Az anime teljes filmzenei albuma 2014. március 21-én jelent meg az Aniplex gondozásában.